# Pseudophoxinus sojuchbulagi
Espèce
Synonymes
- Rutilus sojuchbulagi Abdurakhmanov, 1950[2] [3]

Statut de conservation UICN

 CR  : 
En danger critique
Pseudophoxinus sojuchbulagi est un poisson d'eau douce de la famille des Cyprinidae.

## Répartition
Pseudophoxinus sojuchbulagi est endémique du Sojuch Bulag, un affluent de la Koura en Azerbaïdjan.

## Étymologie
Son nom spécifique, sojuchbulagi, lui a été donné en référence au lieu de sa découverte.

## Publication originale
- (ru) Abdurakhmanov, 1950 : New species of roach, Rutilus sojuchbulagi sp. nova. Doklady Akademii Nauk Azerbaidzhanskoi SSR, vol. 6, n. 3, p. 112-116[5].